# Hedevig Johanne Bagger
Hedevig Johanne Bagger, (født november 1740 i Korsør, død 4. maj 1822 i Slagelse), dansk krovært og postmester i Korsør, Slagelse.
Datter af købmand Rasmus Langeland (1712-80) og Anne Marie Jensdatter (1714-78). Gift 1761 med godsforvalter Marcus Marcussen Bagger (død 1770). 
Bagger drev fra 1775 det mest ansete værtshuset i Korsør. Hun ansøgte i 1782 om at distriktets posttjeneste skulle distribueres med base fra hendes gæstgivergård, og i 1798 udnævnes hun til kongelig “postmesterinde”. Dette var unikt for hendes køn på denne tid: de få andre kvinder der opnåede denne stilling, havde arvet den fra deres ægtemænd, men Bagger var den eneste kvinde, der blev udnævnt til denne stilling. Hun havde denne stilling indtil 1810.